# Jiří Cuřín
Jiří Cuřín (* 5. dubna 1937 Praha) je vědec, výzkumník a manažer v českém pivovarnictví. Působil v pivovaru Staropramen a ve Výzkumném ústavu pivovarském a sladařském v Praze. Podílel se mj. na zavádění nových technologií v pivovaru na Smíchově. Opakovaně působil v Pokusném a vývojovém středisku. Byl členem týmu, který vynalezl nealkoholické pivo Pito a Diapivo. Soustavně se věnoval senzorice piva.

## Život
Pochází z cukrovarnické rodiny. Jeho otec, Dr. Ing. Bohuslav Cuřín, byl potravním expertem a podílel se na řízení v potravinářském výzkumu. Po studiu na klasickém gymnáziu maturoval na jedenáctileté střední škole v pražských Košířích v roce 1954. Pokračoval ve studiích na potravinářské fakultě Vysoké škole chemicko-technologické v Praze se specializací kvasná chemie. Během studií po určitou dobu dělal asistenta na poloviční úvazek na katedře chemického inženýrství. Téma diplomové práce se týkalo problematiky máčení ječmene. Mezi jeho spolužáky byli mj. významní pivovarští odborníci Ing. Pavel Ferkl a Ing. Jan Voborský. Z vysokoškolských učitelů s respektem hovoří především o profesoru Josefu Dyrovi. Studie absolvoval s červeným diplomem, což mu usnadnilo výběr zaměstnání v době, kdy existovaly umístěnky (umístěnka po ukončení školy absolventu určila místo pracovního pobytu a druh vykonávané práce na dobu 5 let).
Po studiích nastoupil 1. srpna 1959 do pivovaru Staropramen v Praze na Smíchově. Nejdříve šel na půl roku na manuální praxi do všech technologických středisek v pivovaru. Po návratu z vojenské základní služby nastoupil zpět do pivovaru Staropramen, kde plnil jednorázový úkol kontrolu technických parametrů pivovaru. V roce 1961 byl jmenován cechmistrem. První větší úkol byla komplexní výměna dřevěných sudů za hliníkové, cisternový rozvoz piva, křemelinová filtrace atd. Praxe ve Staropramenu mu v budoucnu pomáhala – získal si u pivovarských respekt, protože prošel praxí v provozu pivovaru.
Koncem roku 1964 mu bylo nabídnuto místo vedoucího výrobního oddělení na nově zřízeném Trustu pivovarů a sladoven Praha. Nabídku přijal a 1. února 1965 tam nastoupil. Náplní práce byla normalizace a problematika jakosti. Po reorganizaci trustu začal pracovat jako výzkumný a vývojový pracovník a 1. února 1966 byl jmenován vedoucím technologického oddělení a zástupcem vedoucího Pokusného a vývojového střediska v Braníku. V roce 1967 se stal externím aspirantem na VŠCHT a vedoucím jeho aspirantury se stal doc. Ing. Josef Moštek, CSc. (pozdější profesor a rektor VŠCHT). V roce 1973 obhájil disertační práci na téma Vliv kvality základních surovin na biochemické a senzorické zrání piva. V roce 1974 mu byla udělena vědecká hodnost kandidáta technických věd v oboru kvasné chemie a technologie.
Během činnosti v Pokusném a vývojovém středisku (v té době nebylo součástí VÚPS) se zabýval problematikou pivovarského varního procesu včetně problematiky varní vody, dále problematikou kvasného procesu a řešil problematiku senzoriky. V té době úzce spolupracoval s respektovaným pivovarským odborníkem Ing. Vladimírem Černohorským. Byl také pověřován organizací oborových přehlídek piva. Považoval stávající bodový systém za nedostatečný a nevyhovující a navrhl systém zásadně změnit. Navrhl senzoriku rozdělit na objektivní (co nejpřesnější specifikace senzorického vjemu) a subjektivní (hledisko obliby). Sestavil jednoduché univerzální schéma senzorického hodnocení piva. Doplnil i platnou normu pro ověřování senzorických schopností hodnotitelů o pivovarskou část a zavedl pojem „pitelnosti piva“. Převedl do češtiny Mezinárodní systém popisných senzorických termínů. V té době se také podílel na ověřování funkce nově vyprojektovaných pivovarských zařízení aj. Byl vedoucím týmu, který vyvinul nealkoholické pivo Pito a Diapivo. V roce 1977 a 1979 absolvoval dva krátkodobé zahraniční expertizní pobyty na dnešní Ukrajině a v Sýrii. Od 1. ledna 1980 převzal vedení Pokusného a vývojového střediska v Braníku a od 1. září 1982 byl ředitelem Výzkumného ústavu pivovarského a sladařského v Praze.
V letech 1980 až 1990 působil i jako člen redakční rady měsíčníku Kvasný průmysl. Stál i v čele týmu, který organizoval slavnostní seminář ke stému výročí založení výzkumného ústavu za účasti prof. Ebariho, prezidenta EBC. Seminář, kterého se zúčastnily i delegace řady dalších států se stal významným mezníkem zahraničních styků československého (dnes českého) pivovarského výzkumu. Ve slavnostním čísle Kvasného průmyslu Jiří Cuřín publikoval senzorickou charakteristiku piva českého typu, kterou však zevrubně zkoumal od roku 1977. Od roku 1990 je členem České akademie zemědělských věd.
Po odchodu z ředitelské funkce se v letech 1991 až 1995 vrátil k vědecké a výzkumné práci nejprve jako vedoucí oddělení na pracovišti v pivovaru v Holešovicích. V období 1995–1998 působil jako vedoucí Pokusného a vývojového střediska v Braníku, které v té době již bylo součástí VÚPS. Od 1. února 1999 je v důchodu. V této závěrečné fázi svého působení v pivovarském výzkumu se zabýval vlivem technologie na koloidní stabilitu piva, problematikou senzoriky, možností koloidní stabilizace piva tlakovými šoky, možností regenerace odpadní křemeliny, kvalitou mycích a desinfekčních prostředků i řešením celé řady dílčích problémů v pivovarech. Podílel se na průzkumu energetické náročnosti pivovarů Braník, Staropramen a Vysoký Chlumec organizovanou společností Atkinson. V rámci této expertizní činnosti v rámci studijních pobytů navštívil Německo i Anglii.

## Publikační, pedagogická a přednášková činnost, patenty
Publikoval přibližně 50 odborných článků převážně v měsíčníku Kvasný průmysl, ale i v zahraničních časopisech. Zpracoval nejméně dvacet prací obsahujících původní vědecký přínos a velké množství dalších zpráv. Po dobu své aktivní činnosti přednášel téměř na všech pivovarsko-sladařských seminářích a také v zahraničí. Je spoluautorem šesti patentů, mezi nimi patenty na Pito a Diapivo. Vedl diplomové práce studentů VŠCHT a zpracovával oponentní posudky.

## Ocenění
Obdržel Cenu bezpečnosti silničního provozu II. stupně, titul Zasloužilý vynálezce s právem nosit zlatý odznak a Bronzovou medaili České akademie zemědělských věd za mimořádný přínos k rozvoji vědy a výzkumu v agrárním sektoru.

### Články (výběr)
- Cuřín J.: Matematicko - statistické zpracování výsledků smyslového hodnocení jakosti piva. Kvasny Prum. 1967; 13(3): 51-57.
- Cuřín J.: Příspěvek k otázkám smyslového hodnocení jakosti piva II. Posouzení vybraných schémat hodnocení. Kvasny Prum. 1968; 14(6): 123-128.
- Cuřín J.: Některé zkušenosti s organoleptickým hodnocením nových výrobků. Kvasny Prum. 1969; 15(10-11): 228-231.

- Cuřín, J: Jednoduché univerzální schéma organoleptického hodnocení jakosti piva KP 16, 1970, č. 7-8, str. 156-160.
- Cuřín J.: Objektivní a subjektivní senzorika a grafické znázornění jejích výsledků. Kvasny Prum. 1975; 21(7): 145-150.
- Cuřín J.: Nealkoholické pivo Pito. Kvasny Prum. 1976; 22(5): 99-102.
- Cuřín J.: Výcvik hodnotitelů a technika degustace piva..Kvasny Prum. 1976; 22(9): 198-201.
- Cuřín J.: Mezinárodní systém popisných termínů objektivního senzorického hodnocení piva, KP 22, 1976, č. 10, str. 217-222.
- Cuřín J., Černohorský V., Štichauer J.: Klasické dokvašování a organoleptické zrání piva. Kvasny Prum. 1977; 23(10): 221-225.
- Cuřín J.: Posuzování pitnosti piva. Kvasny Prum. 1978; 24(8): 169-172.
- Cuřín J., Černohorský V.: Některé aktuální problémy varen. Kvasny Prum. 1981; 27(10): 222-224.
- Cuřín J.: Zkoušky senzorických schopností hodnotitelů piva.. Kvasny Prum. 1982; 28(2): 25-28.
- Černohorský V., Cuřín J., Vernerová J.: Výroba nealkoholického piva se zvýšeným obsahem vitamínu B1. Kvasny Prum. 1986; 32(7-8): 145-147.
- Cuřín J.: Charakteristika piva českého typu. Kvasny Prum. 1987; 33(8-9): 233-236.
- Cuřín J.: Využití výsledků senzorické analýzy piva. Kvasny Prum. 1988; 34(11): 321-325.